# Seonjong
Seonjong, né le 9 octobre 1049 et mort le 17 juin 1094, est le treizième roi de la Corée de la dynastie Goryeo. Il a régné du 5 décembre 1083 à sa mort.